# Oleg Tjurin
Oleg Grigor'evič Tjurin (in russo Олег Григорьевич Тюрин?; 29 giugno 1937 – San Pietroburgo, 3 marzo 2010) è stato un canottiere sovietico, dal 1991 russo.

## Palmarès

### Olimpiadi
- 1 medaglia:
  - 1 oro (Tokyo 1964 nel due di coppia)

### Mondiali
- 1 medaglia:
  - 1 argento (Lucerna 1962 nel due di coppia)

### Europei
- 3 medaglie:
  - 1 oro (Amsterdam 1964 nel due di coppia)
  - 1 argento (Duisburg 1965 nel due di coppia)
  - 1 bronzo (Copenaghen 1963 nel due di coppia)